# Madanahatti, Malur
Madanahatti là một làng thuộc tehsil Malur, huyện Kolar, bang Karnataka, Ấn Độ.